# Massimiliano Allegri
Massimiliano Allegri (n. 11 august 1967, Livorno, Italia) este un fotbalist italian retras din activitate, care a jucat pe post de mijlocaș la echipe ca Pescara, Livorno și Perugia. După încheierea carierei, a devenit antrenor, și antrenează în prezent pe A.C. Milan.
În sezonul 2010-11, sub conducerea lui Allegri, AC Milan a câștigat titlul în Serie A pentru prima oară din 2004. Cu Juventus Torino a devenit primul antrenor care a reusit 4 eventuri consecutive în Italia campionat-cupă si a dus-o pe Juventus în două finale de Champions League, în 2015 și 2017, primele finale pentru torinezi dupa o pauză de 11 ani.

## Statistici antrenorat
La 30 mai 2025.
| Echipa    | Țara   | Început         | Sfârșit           | Rezultate | Rezultate | Rezultate | Rezultate | Rezultate | Rezultate | Rezultate | Rezultate |
| Echipa    | Țara   | Început         | Sfârșit           | G         | W         | D         | L         | GF        | GA        | GD        | Win %     |
| --------- | ------ | --------------- | ----------------- | --------- | --------- | --------- | --------- | --------- | --------- | --------- | --------- |
| Aglianese | Italia | 1 iulie 2003    | 30 iunie 2004     | 38        | 10        | 13        | 15        | 30        | 35        | −5        | 26,32     |
| Real SPAL | Italia | 1 iulie 2004    | 30 mai 2005       | 40        | 13        | 15        | 12        | 47        | 41        | +6        | 32,5      |
| Grosseto  | Italia | 19 iulie 2005   | 29 octombrie 2005 | 11        | 2         | 6         | 3         | 9         | 10        | −1        | 18,18     |
| Grosseto  | Italia | 17 aprilie 2006 | 29 octombrie 2006 | 17        | 4         | 9         | 4         | 19        | 18        | +1        | 23,53     |
| Sassuolo  | Italia | 17 iulie 2007   | 28 mai 2008       | 42        | 23        | 6         | 13        | 46        | 32        | +14       | 54,76     |
| Cagliari  | Italia | 29 mai 2008     | 13 aprilie 2010   | 74        | 27        | 15        | 32        | 106       | 113       | −7        | 36,49     |
| Milan     | Italia | 25 iunie 2010   | 13 ianuarie 2014  | 178       | 91        | 49        | 38        | 303       | 178       | +125      | 51,12     |
| Juventus  | Italia | 16 iulie 2014   | 26 mai 2019       | 271       | 191       | 43        | 37        | 511       | 195       | +316      | 70,48     |
| Juventus  | Italia | 1 iulie 2021    | 17 mai 2024       | 149       | 80        | 34        | 35        | 221       | 138       | +83       | 53,69     |
| AC Milan  | Italia | 30 mai 2025     | Prezent           | 0         | 0         | 0         | 0         | 0         | 0         | +0        | —         |
| Total     | Total  | Total           | Total             | 822       | 442       | 190       | 190       | 1.301     | 769       | +532      | 53,77     |

## Palmares

### Antrenor
Sassuolo
- Serie C1 (1): 2007–08

Milan
- Serie A (1): 2010–11
- Supercoppa Italiana (1): 2011

Juventus
- Serie A (5): 2014–15, 2015–16, 2016–17, 2017–18, 2018–19
- Coppa Italia (5): 2014–15, 2015–16, 2016–17, 2017–18, 2023–24
- Supercoppa Italiana (2): 2015, 2018
- Finalist Liga Campionilor UEFA: 2014–15, 2016–17

### Individual
- Panchina d'Oro Prima Divisione (1): 2007–08
- Panchina d'Oro (1): 2008–09
- Antrenorul anului în Serie A (1): 2010–11